# La Bouche d'une grotte
La Bouche d'une grotte est une huile sur toile du peintre français Hubert Robert, réalisée en 1784. Le tableau fait partie de la collection du Metropolitan Museum of Art, à New York.

## Description
La Bouche d'une grotte a été réalisée par Hubert Robert dans le cadre d'un ensemble de six tableaux pour le frère cadet de Louis XVI. L'œuvre a été endommagée à un moment donné par de l'eau, mais elle a ensuite été restaurée.
Le sujet est susceptible d'être inspiré par la Grotta del Tuono dans le golfe de Naples. La Crypta Neapolitana de Posillipo à Naples a également été suggérée comme source d'inspiration possible.